# Tohhikoh
『tohhikoh』（とうひこう）は、tohkoの5thシングル。

## 解説
ジャストシステム「花子9」CMソング。

## 収録曲
1. tohhikoh
作詞：マーク・パンサー・小室哲哉、作曲・編曲：小室哲哉、ミキシング：伊東俊郎
楽曲のタイトルは「2人でどこかへ駆け落ち」するのではなくて、「現実から逃げ出したい」「嫌なことを考えるのが嫌で、昔の良かったことを思い出しながらその中で暮らしていく」切なさを例えた[1]。
歌詞は「恋人と連絡が途絶えがちで、自然消滅になってしまう時の微妙な気持ち」を表現した[1]。
小室は「今回は抑えた歌い方をした方が色んなものが出てくると思う」という意向から、敢えてキーは高くせずに作曲することを心掛けた[1]。
歌入れの際に小室はtohkoにキーを上げない様に指示し、tohkoは普段より力を抜いて歌い、テイクは重ねなかった。その少ないテイクから、tohkoの「今回はただきれいに声が鳴っているのとは違う、敢えて少し語尾がかすれている方が合う」という意向から、最終テイクをtohkoが選んでいった[1]。
2. tohhikoh (remix)
リミックス：久保こーじ
3. BAD LUCK ON LOVE 〜BLUES ON LIFE〜 (LIVE)
作詞：マーク・パンサー、作曲・編曲：日向大介、ピアノアレンジ：tohko
「BAD LUCK ON LOVE 〜BLUES ON LIFE〜」をリリース直後から、家でピアノを弾きながら、バラード風にして歌っていた。前々からtohkoが「ピアノでやってみたい」と主張していたら、スタッフが「今度は12センチシングルで容量が多く入るから、やる?」と勧められた[1]。
ピアノと歌を同時にレコーディングするため、どこかを間違えたら、もう1回最初からやり直しだった。「あらかじめバックトラックがある状態で歌う歌入れがどんなに楽だったか」を痛感し、プレッシャーがのしかかったが、逆にそれが良い緊張感となって、1発でOKテイクとなった[1]。
tohkoはピアノアレンジも自分でこなしたこともあり、「小室さんと日向さんと私の3人で制作したという感じがして、すごく充実感と達成感があった」と語っている[1]。
4. tohhikoh (TV mix)

## 参加ミュージシャン
- 松尾和博 - ギター(#1,2,4)
- 阿部薫 - ドラムス(#1,4)
- 住吉中 - ベース(#2)
- ラファエル・パディラ - パーカッション(#1,4)
- 河合夕子 - コーラス(#1,4)
- tohko - ピアノ(#3)
- 村上章久・松本零士 - シンセサイザープログラミング